# Jacques Toukhmanian
Jacques Toukhmanian De Mera (Bogotá, 15 de agosto de 1981) es un actor colombiano de ascendencia egipcia y armenia. Se dio a conocer por su personaje de Jonatan David “John David” en la serie Francisco el Matemático en el año 1999. Desde entonces ha trabajado en varios proyectos de la televisión como En los tacones de Eva, A corazón abierto, Amor sincero, La Pola, ¿Dónde está Elisa?, Venganza y Tarde lo conocí.

## Biografía
Jacques Toukhmanian, nació el 15 de agosto de 1981 en Bogotá y es hijo de padre armenio y madre colombo ecuatoriana. Empezó a actuar en 1999 en la serie Francisco el Matemático. Aunque comenzó a estudiar Arquitectura en la Universidad de Los Andes decidió dedicarse a la actuación.

## Carrera
También ha participado en el cine (El paseo 3, las dos versiones de Uno al año no hace daño). Luego de sus estudios en España, se vinculó al Teatro Petra, donde ha hecho parte de los montajes Pinocho y Frankenstein le tienen miedo a Harrison Ford, Sara dice, El vientre de la ballena, Labio de liebre y Cuando estallan las paredes.

## Filmografía

### Televisión
| Año           | Título                              | Personaje                               | Canal              |
| ------------- | ----------------------------------- | --------------------------------------- | ------------------ |
| 2024          | Klass 95                            | Pedro Suárez                            | Caracol Television |
| 2024          | MasterChef Celebrity                | El mismo (Participante)                 | Canal RCN          |
| 2024          | Betty La Fea: La historia continua  | Entrenador                              | Prime Video        |
| 2023-presente | La primera vez                      | Camilo Granados Larrate (voz de adulto) | Netflix            |
| 2023          | La sinfonía de los bichos raros     |                                         |                    |
| 2022          | Última hora                         | Amador                                  | Prime Video        |
| 2022          | Cochina envidia                     | Juan                                    | TeleColombia       |
| 2022          | Enfermeras                          | Aníbal Serrano                          | Canal RCN          |
| 2022          | Las Villamizar                      | Laureano                                | Caracol Television |
| 2020-2021     | Chichipatos                         | Dr. Queiroz                             | Netflix            |
| 2020          | De brutas, nada                     |                                         | Prime Video        |
| 2019          | De levante                          | Joaquin                                 | Caracol Play       |
| 2018          | Garzón vive                         | Mariano Garzón                          | Canal RCN          |
| 2017-2018     | Tarde lo conocí                     | Jair Villanueva                         | Caracol Television |
| 2017          | Venganza                            | Martín Lanz                             | Canal RCN          |
| 2016          | El tesoro                           | Sebastián Holguín                       | Caracol Television |
| 2015          | La tusa                             |                                         | Caracol Television |
| 2013          | Chica Vampiro                       | Pierre                                  | Canal RCN          |
| 2012          | ¿Dónde está Elisa?                  | Nicolás Del Valle                       | Canal RCN          |
| 2012          | La ruta blanca                      | Mauricio Bermúdez                       | Caracol Television |
| 2012          | Pablo escobar: el patrón del mal    | Ismael Giraldo                          | Caracol Television |
| 2010          | Los caballeros las prefieren brutas | Lucas                                   | Caracol Television |
| 2010          | Tierra de cantores                  |                                         | Caracol Television |
| 2010          | A corazón abierto                   | Daniel Duque                            | Canal RCN          |
| 2010          | Amor sincero                        | Beto                                    | Canal RCN          |
| 2009          | El encantador                       | Jairo Giraldo                           | Caracol Television |
| 2006-2008     | En los tacones de Eva               | Alexis                                  | Canal RCN          |
| 2006          | El comisario                        | Hernán                                  | Telecinco          |
| 1999-2004     | Francisco el matemático             | Jonathan David "John David" Rodríguez   | Canal RCN          |

## Cine
| Año  | Título                    | Personaje | Notas        |
| ---- | ------------------------- | --------- | ------------ |
| 2024 | Estimados señores         | Valencia  | Largometraje |
| 2024 | Quiero que me mantengan   | José      | Largometraje |
| 2024 | Malta (Pelicula)          | Gerardo   | Largometraje |
| 2022 | Sicosexual                | Daniel    | Largometraje |
| 2021 | Ruido                     | Guillermo | Largometraje |
| 2016 | Desde sus ojos            | Rodrigo   | Cortometraje |
| 2015 | Uno al año no hace daño 2 | Gustavo   | Largometraje |
| 2014 | Uno al año no hace daño   | Gustavo   | Largometraje |
| 2014 | Shakespeare               |           | Largometraje |
| 2013 | El paseo 3                | Manuel    | Largometraje |

## Premios y/o nominaciones

### Premios TVyNovelas
| Año  | Categoría                       | Producción | Resultado |
| ---- | ------------------------------- | ---------- | --------- |
| 2017 | Mejor actor de reparto de serie | Venganza   | Nominado  |

### Premios India Catalina
| Año  | Categoría              | Producción                      | Resultado |
| ---- | ---------------------- | ------------------------------- | --------- |
| 2001 | Revelación del año     | Francisco el Matemático         | Nominado  |
| 2023 | Mejor Actor de reparto | La sinfonía de los bichos raros | Ganador   |